# Die Toten Hosen
Die Toten Hosen je německá punk rocková skupina, která vznikla v roce 1982 v Düsseldorfu. Vedoucí osobností je zpěvák Andreas Frege alias Campino. Kapela hraje rock s prvky punku a texty jejich písní jsou převážně v němčině. Spolu s Die Ärzte patří k nejpopulárnějším německým punkovým skupinám.
Spolupracovali s řadou významných hudebních umělců (např. Bad Religion, AC/DC, U2, Rolling Stones).
Jsou jednou z mála německých punkových skupin, které jsou populární i v zahraničí (Jižní Amerika, Austrálie, Evropa). Podobné se dá říci už jen o skupinách Die Ärzte a Wizo. V rámci Warped Tour se v roce 1998 objevili v Japonsku, na Novém Zélandu a Havajských ostrovech.

## Historie

### Začátky (1982–1987)
První koncert odehráli ve složení Campino, Andreas von Holst, Andreas Meurer, Michael Breitkopf, Trini Trimpop a Walter November v roce 1982 na velikonočním festivalu v Brémách, kde byli omylem ohlášeni jako „Die Toten Hasen“ (Mrtví zajíci). Už v prvním roce existence kapely vydali singly „Wir sind bereit“ a „Reisefieber“.
Jako první komerční úspěch je chápán třetí singl s „party“ písní „Eisgekühlter Bommerlunder“. Videoklip k této skladbě natočili v malém bavorském kostele na jaře 1983 v režii Wolfganga Bülda. Hlavním motivem je chaotická punkerská svatba několika párů najednou, nad níž oddávající kněz pro všeobecné alkoholické opojení zcela ztratí kontrolu. Pro katolickou obec byl klip natolik skandální, že považovala za nutné kostel nově vysvětit a video bylo na dlouho bojkotováno všemi veřejnoprávními televizními programy v Německu.
V roce 1983 vyšlo debutové album pod Opel-Gang. Koncem tohoto roku dále nahráli společně s newyorským raperem Fab Five Freddym hiphopové verzi singlu Bommerlunder pod názvem Hip Hop Bommi Bop.

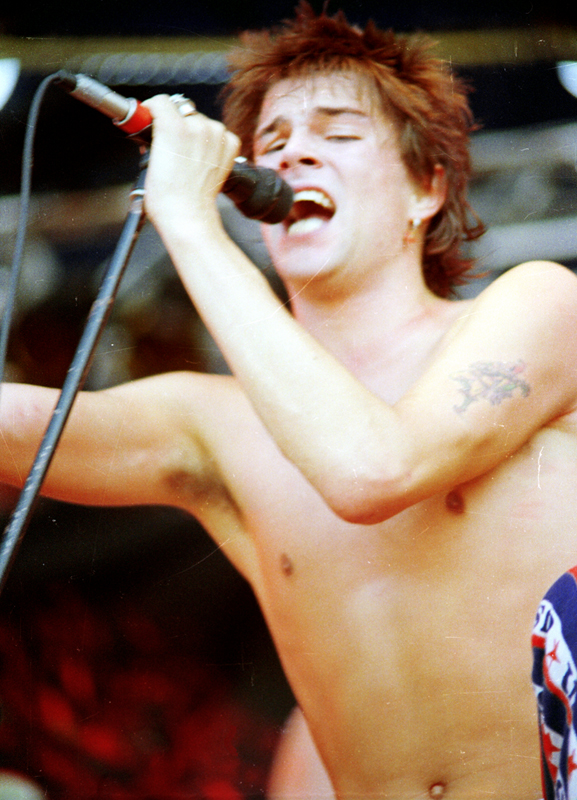
Frontman skupiny Andreas Frege v roce 1987

V roce 1984 byla skupina pozvána do BBC, aby vystoupila v John-Peel-Show, ale dostala se do ostrého sporu se svým vydavatelstvím EMI kvůli vysokým cestovním nákladům. Dalším skandálem bylo vystoupení předskokana skupiny Norberta Hänhela, který parodoval německého zpěváka Heina. Ten podal na Hänhela žalobu u zemského soudu Düsseldorf a proces vyhrál. Nakonec se Toten Hosen s EMI rozešli a přestoupili k Virgin Records. Přesto ale opět mezi nimi došlo ke střetům, když v roce 1984 vyšlo druhé album Unter falscher Flagge. Obrázek na coveru představující psa sedícího u gramofonu je karikaturou ochranné známky EMI His Master’s Voice. EMI dosáhla u soudu toho, aby byl cover změněn.
Na začátku roku 1985 se vydala na turné po Francii pod hlavičkou Goethe-Institutu a na podzim vystupovali na šňůře po Polsku a Maďarsku.
Koncem roku 1985 opustil Trini Trimpop svůj post u bicích a stal se (do roku 1992) manažerem skupiny. Novým bubeníkem se stal na přechodnou dobu Jakob Keusen, kterého v lednu 1986 vystřídal Wolfgang Rohde. Rohdeův první koncert byl současně první koncert skupiny před obrovským publikem na stadionu. Společně s Herbertem Grönemeyerem, Udo Lindenbergem, BAP, a dalšími vystoupili v červenci 1986 na hudebním festivalu Wackersdorfu, aby demonstrovali proti výstavbě tamní jaderné elektrárny.
V roce 1986 vydali třetí album Damenwahl. Na stejnojmenném turné sponzorovaném výrobcem kondomů firmou Fromms, bylo publikum v hojné míře kondomy této značky doslova zasypáváno. První komerční úspěch v hitparádě dosáhla skupina v roce 1987 pod pseudonymem Die Roten Rosen, s albem Never Mind the Hosen – Here’s Die roten Rosen, které obsahuje výhradně rockové verze německých šlágrů. Také s prvním živým albem Bis zum bitteren Ende se umístili mezi prvních 40 v německé hitparádě.

### Vzestup (1988–1995)

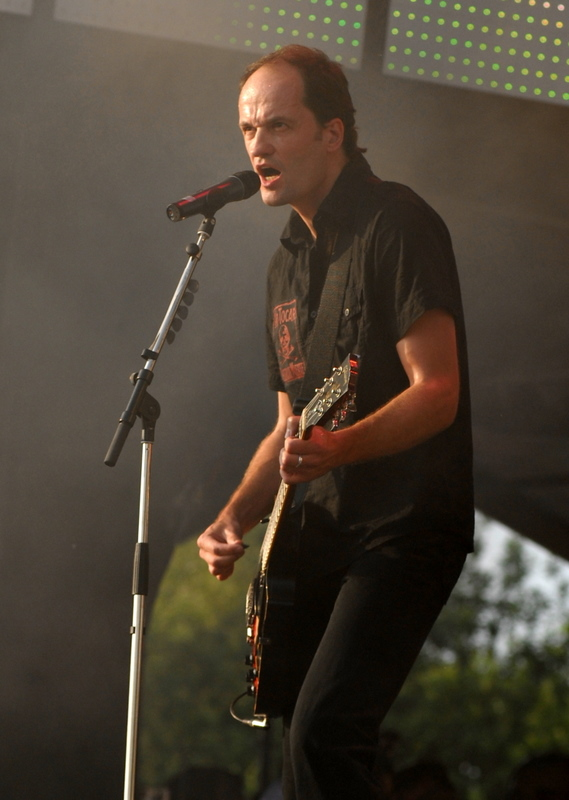
Kytarista Michael Breitkopf

Album „Ein kleines bisschen Horrorschau“, které vyšlo v roce 1988 a mezi jinými i píseň "Hier kommt Alex" (inspirované hlavní postavou knihy a filmu Clockwork Orange) je chápáno jako zásadní průlom v kariéře Toten Hosen. V září ve stejném roce vystoupili v Litvě ve městech Vilnius a Kaunas na rockovém festivalu a byli porotou vybráni jako nejlepší skupina. Turné na začátku roku 1989 bylo rovněž úspěšné a kapele se podařilo do posledního místa vyprodat dortmundskou Westfalenhalle (20 000 míst). V roce 1990 vystoupili v New Yorku na New Music Seminar a v Kölnu jako předskupina Rolling Stones. V létě toho samého roku odcestovali do Itálie, aby odtud podávali zpravodajství z mistrovství světa ve fotbale do německého tisku a SDR3. Jako „znělku“ pořadu použila skupina singl s rockovou verzí klasiky Azzuro od Adriana Celentana a klip, který sarkasticky ukazoval chování německých fotbalových fanoušků v zahraničí.
Dvojalba Auf dem Kreuzzug ins Glück, vydaného v tomtéž roce na podzim bylo během jednoho týdne prodáno přes 150 000 kusů. V roce 1991 vyšlo album Learning English Lesson One. Toto album je holdem a poctou kapely všem jejím hudebním vzorům. Obsahuje většinou coververze anglicky zpívajících punkrockových klasiků. U nahrávání skladeb byl ve studiu vždy přítomen minimálně jeden člen ze skupiny, od níž pocházel originál. Na turné trvajícím od začátku roku až do podzimu 1992 pod heslem „člověk, zvířata, senzace“ hráli v mnoha vyprodaných halách a na festivalech v Německu, Švýcarsku, Dánsku, Anglii, Španělsku, Francii a Argentině. V Buenos Aires mají od té doby stálou základnu fanoušků.
Singl „Sascha – ein aufrechter Deutscher“, vydaný před Vánoci v roce 1992 ukázal jednoznačnou orientaci kapely proti pravicovému radikalismu. Výnosem z alba podpořila skupina akci Düsseldorfská výzva proti nenávisti k cizincům a rasismu (Düsseldorfer Appel gegen Fremdenfeindlichkeit und Rassismus). Tuto píseň se pokusili republikáni neúspěšně nechat zakázat kvůli nactiutrhání jejich straně a tím vlastně nechtěně přispěli k úspěchu titulu – singl skupině vynesl více než půl milionu marek.
V roce 1993 vyšlo další album Kauf MICH!, které dosáhlo na první místo v německé hitparádě. Tématem písní je především kritika konzumní společnosti, reklamy a pravicového radikalismu. V létě toho samého roku hráli Hosen jako předkapela skupiny U2 na jejich turné ZOO TV Tour v Německu před více než 50 000 diváky. Ve videu k titulní písni "Kauf mich" se objevují některé záběry z tohoto koncertu. Na podzim vyšlo best-of album Reich & Sexy. Na coveru jsou nazí členové kapely vyfocení jako namyšlení milionáři s doutníky, ležící v penězích a obklopení spoře oblečenými dámami.
Za albem Love, Peace a Money následovala mezinárodní verze Best-of-Album. V této době byli Toten Hosen zastoupeni v německé hitparádě třemi alby.
V roce 1994 byla skupina na cestách a plnila hlediště velkých sportovních hal v Německu i zahraničí. V listopadu koncertovali v Kanadě jako předskupina Green Day. Koncem roku se rozhodla kapela vzít zajištění svého odbytu na trhu do vlastních rukou a založila hudební vydavatelství JKP (Jochens kleine Plattenfirma).

### Na vrcholu úspěchu (1996–2000)

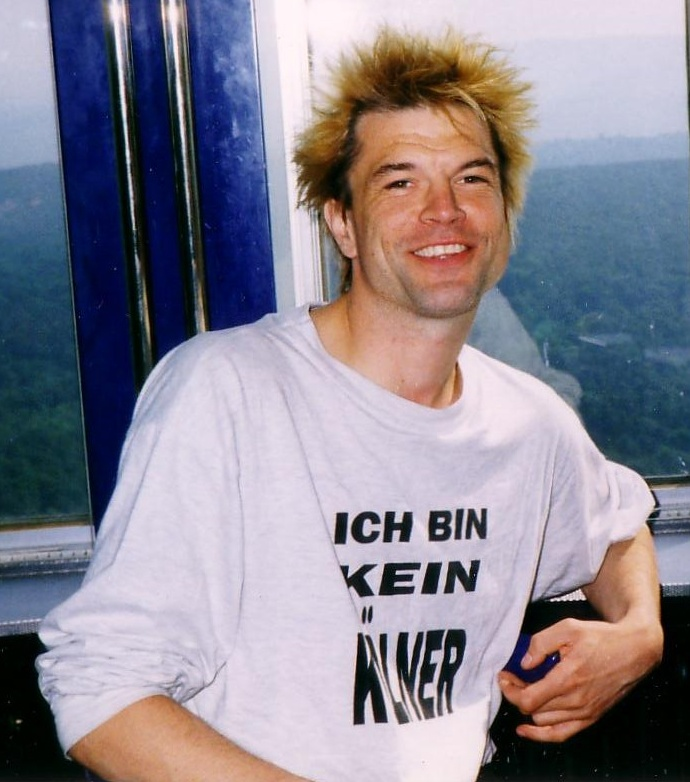
Campino v Berlíně, rok 1997

Za album Opium fürs Volk, vydané v roce 1996 obdržela skupina po Kauf mich a Reich und Sexy třetí platinovou desku. Singl „Zehn kleine Jägermeister“ se umístil na prvním místě německé hitparády. Společně s Iggy Popem vystoupili na koncertě Ramones v Buenos Aires. Ve stejném roce vyšlo druhé livealbum Im Auftrag des Herrn.
V letech 1982 až 1997 uskutečnili Toten Hosen přes 1000 koncertů. Při jubilejním 1000. dne 28. června 1997 v düsseldorfském Rheinstadionu před 60 000 diváky byla přímo před pódiem utlačena k smrti šestnáctiletá dívka. Skupina chtěla okamžitě ukončit koncert, ale na doporučení velitele pořadatelů museli po krátkém přerušení, kdy bylo z první řady v publiku zachráněno několik dalších lidí, hrát dál, aby zabránili vzniku paniky. Všechny další naplánované koncerty byly zrušeny, půl roku skupina nevystupovala vůbec a pak přes dva roky nepořádala žádný koncert na stadionu.
Na začátku roku a na podzim 1998 se Toten Hosen zúčastnili jako spoluúčinkující mnoha festivalů v Austrálii, Japonsku, USA a Evropě a vydali singl Pushed Again. Druhá strana singlu Alles ist eins byla věnována dívce, která zemřela na koncertě. Koncem roku obnovila skupina pseudonym Die Roten Rosen a nahrála vánoční album Wir warten auf’s Christkind. V roce 1999 musel Wolfgang Rohde kvůli problémům s páteří opustit své místo u bicích a vystřídal jej Vom Ritschie.
11. června 2000 upadl Campino v průběhu koncertu skupiny na festivalu Rock am Ring na jevišti a přetrhl si kolenní vazy. Nejenže pro zranění nemohl dokončit koncert, ale navíc musela skupina zrušit dalších 70 ohlášených vystoupení z plánovaného turné.

### 2001–2005

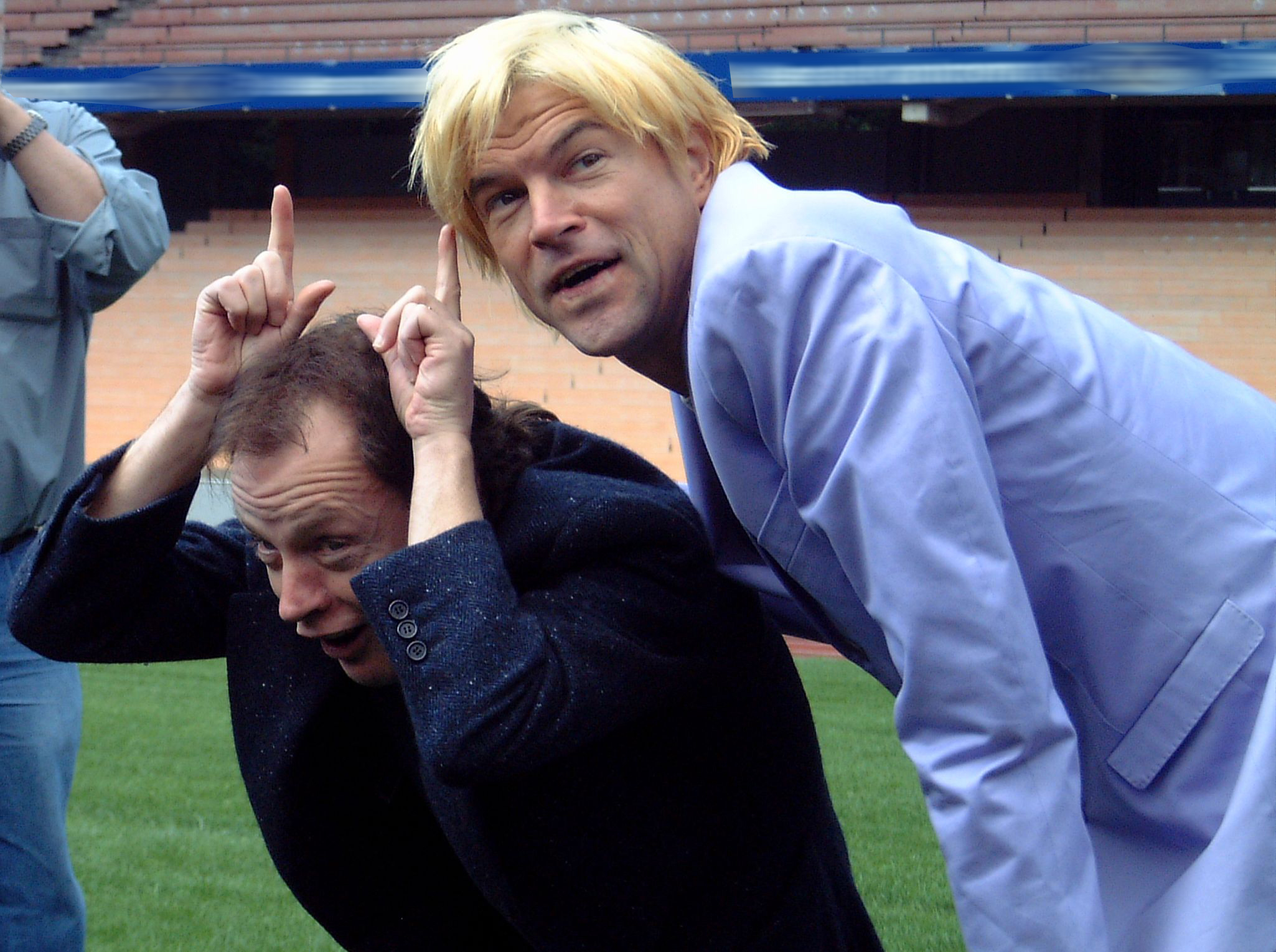
Die Toten Hosen spolupracují s AC/DC

V roce 2001 vydala skupina album Useless s nejlepšími skladbami jejich hudebních předskokanů. Po pobytu na Kubě následovaly koncerty v Polsku, Maďarsku, Česku a jako předskupina AC/DC vystoupili v létě v Německu.
V následujícím roce vyšlo album Auswärtsspiel. Od února do prosince 2002 uspořádala kapela více než 70 koncertů v Německu, Rakousku a Švýcarsku ve vyprodaných sportovních halách. Navíc se zúčastnila ještě hudebních festivalů ve Finsku, Polsku a Maďarsku a dvakrát koncertovala v Buenos Aires. Za rok 2002 vidělo na vlastní oči Toten Hosen více než půl milionu diváků. Mezitím přišlo na svět další Best-of album Reich und Sexy II – Die fetten Jahre.
Rok 2003 byl pro skupinu rokem odpočinku, na podzim letěli do Argentiny, kde uspořádali několik koncertů a ohlásili se v až únoru 2004 maxi CD Friss oder Stirb. Následně vydali své vystoupení na festivalu Rock am Ring jako live DVD a v říjnu roku 2004 získali další první místo v německé hitparádě s platinovým albem Zurück zum Glück. Friss oder Stirb byl rovněž název jako 16dílného seriálu na MTV v němž bylo nahlédnuto do soukromí členů kapely, jejich rodinných příslušníků a přátel. Tento seriál byl potom v roce 2005 vydán na trojalbu. Na stejnojmenném turné hráli znovu před vyprodanými sportovními halami. 2. června 2005 vystoupili v Berlíně na festivalu Live 8. Poslední koncert turné Friss oder Stirb 10. září 2005 vydala kapela na DVD pod titulem Heimspiel.

### Od roku 2006

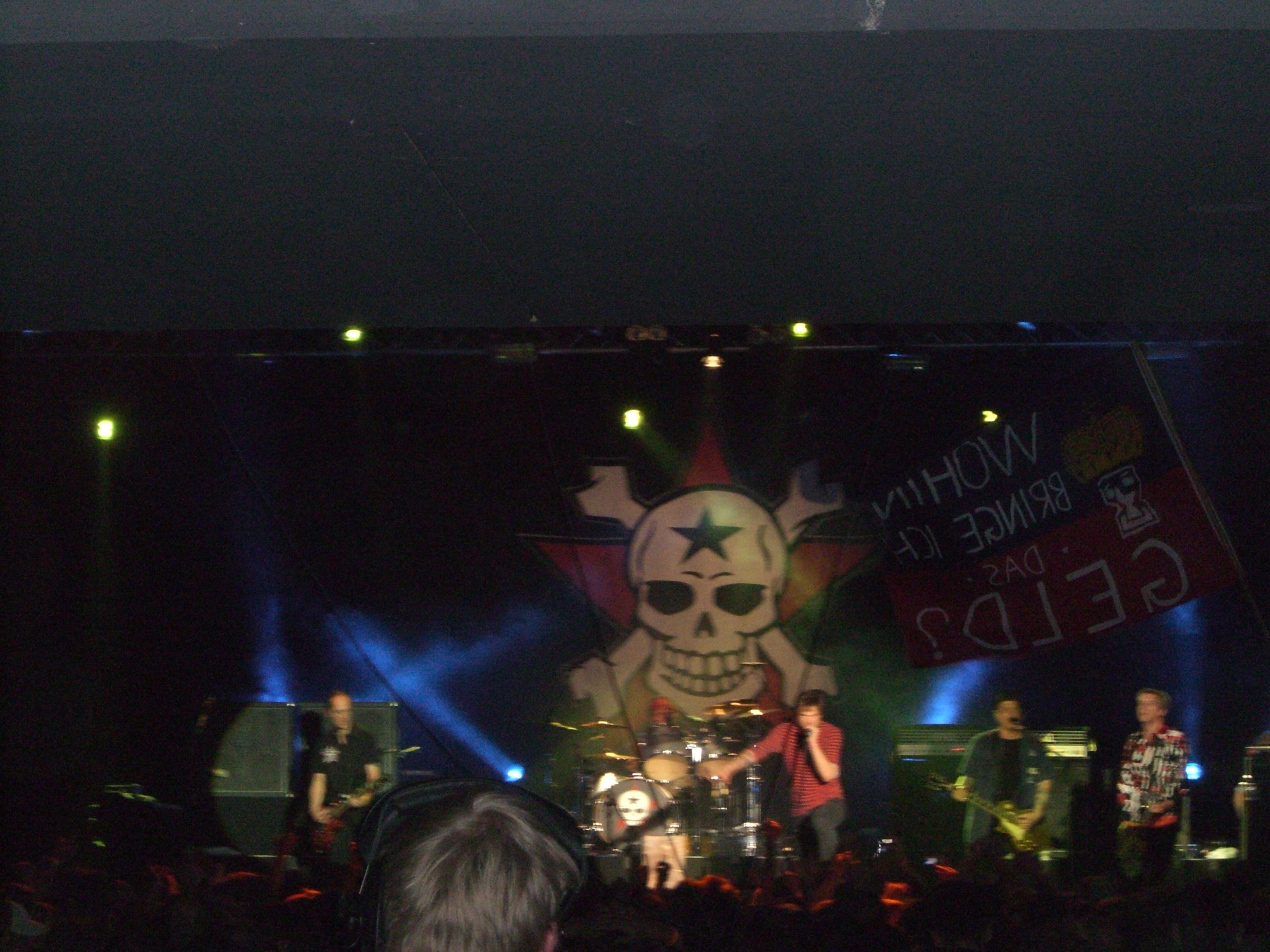
Turné Hals und Beinbruch, Berlín 2008

V roce 2006 skupina nekoncertovala, ani nevydala žádné nové album. V této pauze hrál Campino v divadelní hře Bertolda Brechta v berlínském Admiral paláci.
7. července 2007 vystoupili v Rostocku před 80.000 diváky společně s Herbertem Grönemeyerem, Bonem, Gobem Geldofem a mnoha dalšími na open-air koncertu Deine Stimme gegen Armut (Tvůj hlas proti bídě) na protest proti setkání G8 v Heilignedammu.
Začátkem května 2008 si Campino zlomil pravou nohu a tak koncerty 27. května v Hamburku, 28. května v Berlíně a začátkem června na Rock am Ring a Rock im Park hrála skupina pod titulem "Halz + Beinbruch Tour 08" (Zlom vaz turné 2008). Campino přes svůj hendikep podal k překvapení publika na všech koncertech výborný výkon.
Album In aller Stille s novými tituly vyšlo 14. listopadu 2008, v říjnu mu předcházelo vydání singlu "Strom". Turné „Machmalatuer“ začalo v listopadu a pokračovalo v roce 2009.

## Tvorba

### Hudba a texty
Téměř všechny texty k písním píše Campino, zatímco Holst, Meurer a Breitkopf jsou zodpovědní za hudbu. U starších skladeb jsou také někdy uváděni jako autoři bývalí bubeníci Trimpop a Rohde. Producentem hlavní části tvorby je Jon Caffery. Texty písní pojednávají často o závažných sociálních a politických problémech, ale na druhé straně patří do repertoáru skupiny také značné množství tzv. party písní. Refrén bývá většinou výzvou, kterou spolu s Campinem zpívají i ostatní členové skupiny jako sbor. Téměř všechny texty jsou napsány v běžné hovorové řeči a nezřídka obsahují i silně vulgární výrazy. Příznačné pro Toten Hosen jsou rovněž písně na téma fotbal.
Vedle mnoha coververzí vydala skupina za svou téměř 35letou hudební dráhu okolo 230 vlastních skladeb. Příležitostně se na nich podíleli i spřátelení hudebníci jako například Funny van Dannen a Hanns Christian Müller. Na několika anglických textech písní spolupracoval Campino s hudebníkem Johnem Plainem a Mattem Dangerfieldem z The Boys a T.V.Smith.

### Hudební vývoj
Všichni členové skupiny se naučili na své nástroje hrát autodidakticky a při vzniku kapely byli někteří ještě školou povinní. První album nahráli v pronajatém studiu a to relativně neprofesionálně a omezili se jen na jednoduché riffy a texty. Jejich hudba se vyznačovala příznačným punkovým diletantismem. Vzorem byly kapely z oblasti anglického a amerického punku konce 70. let.
Hudba Toten Hosen se díky 25letým zkušenostem na jevišti, kontaktům s dalšími hudebníky, zahraničním vlivům a v neposlední řadě dobré finanční situaci dále vyvíjela. Dnes si skupina může dovolit nechat si dostatek času při zkouškách a pracovat na jednotlivých částech písní do hloubky, zároveň disponuje ve studiu i potřebným technickým vybavením, díky němuž dosahuje potřebnou zvukovou kvalitu. V několika skladbách experimentovali také s dechovými i smyčcovými nástroji.
Některé písně dnes zní i poněkud jazzově a obsahují prvky z reggae nebo folku. Klasická aranžmá a komplikované detaily mají vždy na starosti vzdělaní hudební skladatelé jako Hans Steigen nebo Tim Cross, případně si skupina přibere jako hosty profesionální hudebníky. Aby bylo možné autenticky přehrávat starší skladby na koncertech, mění Campino příležitostně svůj mikrofon za megafon.
Die Toten Hosen se od svého původního stylu ale v podstatě příliš neodklonili. Hrají dodnes „ručně dělanou“ rockovou hudbu, která se obejde bez improvizovaných sól a jiných hříček. Staví na jednoduché melodii, obsahující v textech často ironické prvky.

### Koncerty

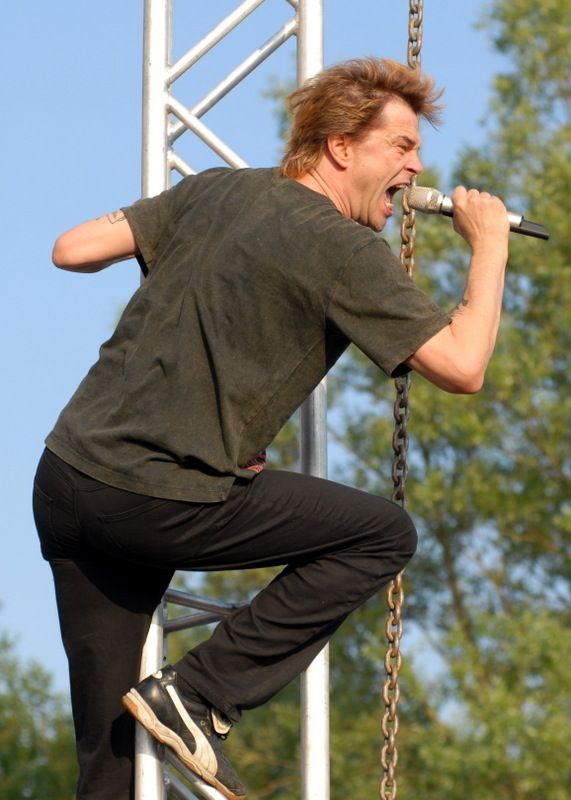
Campino na jevištním stožáru

Středem pozornosti je vždy na všech koncertech Campino, zpěvák a frontman kapely, který je svým fyzickým nasazením a provokativními a satirickými hláškami zodpovědný za průběh vystoupení. Dokáže se velmi rychle pohybovat po pódiu, skáče do hlediště a nechává se nést diváky, šplhá po stožárech a jevištní konstrukci do značných výšek (nezřídka okolo 10 metrů výšky), aby odtud dozpíval některou píseň až do konce.
Pro Toten Hosen jsou typická příležitostná překvapivá vystoupení nebo spontánní hra před malým publikem při výjimečných příležitostech. Občas si zahrají v obývacích pokojích přátel a známých svých fanoušků nebo na svatbách, hráli i na méně obvyklých místech jako ve například ve věznicích v Berlíně a Düsseldorfu, na parníku v Drážďanech, na nejvyšší hoře Německa Zugspitze, v klášterní škole Altötting nebo na psychiatrickém oddělení všeobecné nemocnice v Hamburku. Při všech těchto neobvyklých vystoupeních se hudebníci zřekli gáže a hráli jen za jídlo a ubytování. S rostoucí popularitou se pro skupinu stávalo stále obtížnější přijímat všechna pozvání na podobné akce, případně z ohromného množství vybrat ty správné pozvánky. Proto od roku 1992 nechává kapela veřejně vyhlašovat nabídky na takovéto koncerty, aby si z nich mohla vybrat tu nejzajímavější a nejoriginálnější. V roce 2005 hráli například v Pirně pro studenty, kteří vyhráli hlavní cenu v soutěži o nejlepší amatérský hudební videoklip roku.
Kapela se ale nechtěla vzdát možnosti hrát v malých klubech před nepočetným publikem a proto používá příležitostně pseudonymy. V roce 1993 vystoupila jako „Das Katastrophenkommando“, v roce 1998 jako „Rheinpiraten“, v roce 2000 hráli v několika klubech jako „Essen auf den Redern“, z toho dvakrát se skupinou Die Ärzte, kteří vystoupili jako „Die Zu Späten“, a to v Berlíně a Düsseldorfu.

## Společenské aktivity

### Politika
Die Toten Hosen se, jakožto západoněmecká kapela, 15. září 1987 účastnili v Lochotínském amfiteátru v Plzni „Mírového koncertu Olofa Palmeho“.
Die Toten Hosen se opakovaně veřejně staví svou hudbou, názory i finanční podporou na stranu různých politických organizací a podílejí se na jejich akcích. Členové skupiny ovšem vždy zdůrazňovali, že se nikdy nebudou spojovat s žádnou oficiální politickou stranou. Tak odřekli například poptávku SPD, aby složili píseň pro jejich kampaň do voleb v Evropském parlamentu v roce 1994.
V roce 1991 se objevili na Sampleru NAZIS RAUS s titulem "Fünf vor Zwölf" a v roce 2006 podpořili kampaň Kein Bock auf Nazis skupiny ZSK. V roce 1992 v Bonnu se skupina zúčastnila manifestace proti nenávisti vůči cizincům a vystoupila společně s Herbertem Grönemeyerem, Ninou Hagen a jinými před téměř 200 000 demonstranty.
2002 vzbudila skupina pozornost, když její členové pózovali nazí na plakátech organizace na ochranu zvířat PETA, pod heslem „raději nazí než v kožichu“ (Lieber nackt als im Pelz).
Kromě toho financovali v roce 2005 Sampler On the Run skupiny na ochranu lidských práv PRO ASYL, kde zazněl jejich titul „Meine Stadt“.
Od roku 1999 provozovali Die Toten Hosen otevřené diskusní fórum na internetu. Zde mohl každý anonymně vyjádřit svůj názor. V srpnu 2004 bylo toto fórum jako součást oficiální webové prezentace skupiny bez vysvětlení uzavřeno.
V roce 2007 se skupina postavila na stranu kampaně „Move Against G8“ a na stejnojmenném sampleru byla zastoupena písní "Pushed Again". Tato akce motivovala část skupiny k tomu, vycestovat na jaře s organizací Oxfam na Malawi, Zambii a Ugandu, aby si zde udělali obrázek o tom, jaká je životní situace lidí v Africe. Provázeni byli Hellou Wenders, která o této cestě natočila krátký dokumentární film.

### Vztah k městu Düsseldorf
V průběhu své historie skupina různými akcemi vyjadřovala spojení a vztah ke svému městu.
V roce 1996 se například účastnili Düsseldorfského karnevalu, kde jeli na vlastním alegorickém voze oblečení v hedvábných punčochách, dámských šatech a lodičkách na vysokém podpatku pod heslem „Pohřbíme dobrý vkus“.
Toten Hosen jsou prominentními fanoušky a mecenáši fotbalového klubu Fortuna Düsseldorf. Na konci osmdesátých let pomohli klubu před krachem částkou 200 000 DM (cca 100 000 EUR) ke koupi hráče Anthonyho Baffoe. Od roku 2001 do roku 2003 klub sponzorovali, když se dostal opět do velkých finančních potíží. V roce 2002 uzavřela skupina smlouvu s pivovarem Diels o propagaci a příjmy z reklamy věnovala podpoře dorostu klubu, který má na dresu logo skupiny.
Členové kapely si přejí být pohřbeni v Düsseldorfu, proto už mají na zdejším Jižním hřbitově pronajatou hrobku pro 17 lidí.

## Název
Jméno (Die)Toten Hosen doslova přeloženo „Mrtvé kalhoty“, znamená „tady chcípnul pes“ nebo „hrozná nuda“. Skupina čas od času vystupuje pod pseudonymem Die Roten Rosen.

## Členové

### Současní
- Campino, vlastním jménem Andreas Frege (* 22. červen 1962, Düsseldorf), zpěv
- Andi vlastním jménem Andreas Meurer (* 24. červenec 1960, Essen), baskytara
- Breiti, vlastním jménem Michael Breitkopf (* 6. únor 1964, Düsseldorf), kytara
- Kuddel, vlastním jménem Andreas von Holst (* 11. červen 1964, Münster), kytara
- Vom, vlastním jménem Stephen George Ritchie (* 6. srpen 1964, Billericay/Spojené království), bicí

### Bývalí
- Walter 'November' Hartung (1982–1983)
- Klaus-Dieter Trimpop aka 'Trini Trimpop' (1982–1985)
- Jakob Keusen (1985–1986)
- Wolfgang 'Wölli' Rohde (1986–1999)

## Diskografie
- 1983 Opel-Gang
- 1984 Unter falscher Flagge
- 1985 The Battle of the Bands
- 1986 Damenwahl
- 1987 Never mind the Hosen, Here's die Roten Rosen
- 1987 Bis zum bitteren Ende live
- 1988 Ein kleines bisschen Horrorschau
- 1990 Auf dem Kreuzzug in Glück
- 1991 Learning English, Lesson One
- 1993 Kauf mich!
- 1993 Reich & Sexy
- 1994 Love, Peace & Money
- 1995 Musik war ihr Hobby
- 1996 Opium fürs Volk
- 1996 Im Auftrag des Herrn live
- 1998 Wir warten auf's Christkind (Die Roten Rosen)
- 1999 Crash Landing
- 1999 Unsterblich
- 2002 Auswärtsspiel
- 2003 Reich & Sexy II
- 2004 Zurück zum Glück
- 2005 Nur zu Besuch: Die Toten Hosen - Unplugged im Wiener Burgtheater
- 2008 In Aller Stille
- 2012 Ballast der Republik
- 2017 Laune der Natur